# Aristidoideae
Sous-famille
Tribu
Les Aristidoideae sont une sous-famille de plantes monocotylédones de la famille des Poaceae et de l'ordre des Poales.
Ce sont des plantes herbacées, annuelles ou vivaces distribuées dans les régions tropicales, subtropicales ou tempérées.
Cette sous-famille comprend une seule tribu, les Aristideae, composée elle-même de plus de 300 espèces regroupée en trois genres : Aristida (250 à 290 espèces), Stipagrostis (50 espèces) et Sartidia.
C'est l'une des sept sous-familles (avec les Panicoideae, Arundinoideae, Chloridoideae, Centothecoideae, Micrairoideae et Danthonioideae) constituant le clade PACMAD,  groupe évolutif de graminées, dans lequel la  photosynthèse en C4 a évolué plusieurs fois indépendamment.

## Liste des genres, espèces, sous-espèces, variétés et formes
Selon NCBI (15 juin 2016) :
- Aristida
  - Aristida abnormis
  - Aristida adoensis
  - Aristida adscensionis
    - variété Aristida adscensionis var. adscensionis
    - variété Aristida adscensionis var. coarctata
    - variété Aristida adscensionis var. coerulescens
    - variété Aristida adscensionis var. interrupta
    - variété Aristida adscensionis var. modesta
    - variété Aristida adscensionis var. nigrescens

  - Aristida ambongensis
  - Aristida anisochaeta
  - Aristida anthoxanthoides
  - Aristida appressa
  - Aristida arizonica
  - Aristida asplundii
  - Aristida behriana
  - Aristida bipartita
  - Aristida californica
    - variété Aristida californica var. californica
    - variété Aristida californica var. glabrata

  - Aristida calycina
  - Aristida capillacea
  - Aristida caput-medusae
  - Aristida chiclayensis
  - Aristida condensata
  - Aristida congesta
    - sous-espèce Aristida congesta subsp. barbicollis
    - sous-espèce Aristida congesta subsp. congesta

  - Aristida constricta
  - Aristida contorta
  - Aristida cumingiana
    - variété Aristida cumingiana var. cumingiana
    - variété Aristida cumingiana var. diminuta

  - Aristida dasydesmis
  - Aristida desmantha
  - Aristida dichotoma
    - variété Aristida dichotoma var. curtissii
    - Aristida diffusa
    - sous-espèce Aristida diffusa subsp. burkei

  - Aristida divaricata
  - Aristida echinata
  - Aristida effusa
  - Aristida eludens
  - Aristida floridana
  - Aristida funiculata
  - Aristida gypsophila
    - forme Aristida gypsophila f. diffusa
    - forme Aristida gypsophila f. gypsophiloides

  - Aristida gyrans
  - Aristida havardii
  - Aristida hintonii
  - Aristida holathera
    - variété Aristida holathera var. holathera

  - Aristida hordeacea
  - Aristida hubbardiana
  - Aristida humidicola
  - Aristida hygrometrica
  - Aristida inaequiglumis
  - Aristida ingrata
  - Aristida jerichoensis
    - variété Aristida jerichoensis var. subspinulifera

  - Aristida jorullensis
  - Aristida junciformis
  - Aristida kelleri
  - Aristida kenyensis
  - Aristida kerstingii
  - Aristida lanosa
  - Aristida latifolia
  - Aristida laxa
  - Aristida leptopoda
  - Aristida leucophaea
  - Aristida longespica
    - variété Aristida longespica var. geniculata
    - variété Aristida longespica var. longespica

  - Aristida longicollis
  - Aristida longifolia
  - Aristida macroclada
    - sous-espèce Aristida macroclada subsp. queenslandica

  - Aristida mauritiana
  - Aristida mendocina
  - Aristida meridionalis
  - Aristida migiurtina
  - Aristida minutiflora
  - Aristida mohrii
  - Aristida mollissima
  - Aristida murina
  - Aristida mutabilis
  - Aristida nemorivaga
  - Aristida nitidula
  - Aristida obscura
  - Aristida oligantha
  - Aristida palustris
  - Aristida pansa
    - forme Aristida pansa f. contracta
    - forme Aristida pansa f. dissita
    - forme Aristida pansa f. pansa

  - Aristida paoliana
  - Aristida parvula
  - Aristida patula
  - Aristida perniciosa
  - Aristida petersonii
  - Aristida pruinosa
  - Aristida purpurascens
    - variété Aristida purpurascens var. purpurascens
    - variété Aristida purpurascens var. tenuispica
    - variété Aristida purpurascens var. virgata

  - Aristida purpurea
    - variété Aristida purpurea var. curvifolia
    - variété Aristida purpurea var. fendleriana
    - variété Aristida purpurea var. longiseta
    - variété Aristida purpurea var. nealleyi
    - variété Aristida purpurea var. parishii
    - variété Aristida purpurea var. purpurea
    - variété Aristida purpurea var. wrightii

  - Aristida queenslandica
    - variété Aristida queenslandica var. dissimilis

  - Aristida ramosa
  - Aristida ramosissima
  - Aristida recta
  - Aristida recurvata
  - Aristida rhiniochloa
  - Aristida rhizomophora
  - Aristida riparia
  - Aristida rufescens
  - Aristida scabrivalvis
  - Aristida schiedeana
    - variété Aristida schiedeana var. orcuttiana
    - variété Aristida schiedeana var. schiedeana

  - Aristida scribneriana
  - Aristida setacea
  - Aristida setifolia
    - variété Aristida setifolia var. intermedia
    - variété Aristida setifolia var. setifolia

  - Aristida sieberiana
  - Aristida similis
  - Aristida somalensis
  - Aristida spanospicula
  - Aristida spectabilis
  - Aristida spiciformis
  - Aristida stipitata
    - sous-espèce Aristida stipitata subsp. stipitata

  - Aristida stipoides
  - Aristida stricta
    - variété Aristida stricta var. beyrichiana
    - variété Aristida stricta var. stricta

  - Aristida subspicata
  - Aristida superpendens
  - Aristida swartziana
  - Aristida tenuissima
  - Aristida ternipes
    - variété Aristida ternipes var. gentilis
    - variété Aristida ternipes var. ternipes

  - Aristida tincta
  - Aristida torta
  - Aristida transvaalensis
  - Aristida tuberculosa
  - Aristida uruguayensis
  - Aristida utilis
    - variété Aristida utilis var. utilis

  - Aristida vagans
  - Aristida venesuelae
  - Aristida vestita
  - Aristida vexativa
- Sartidia
  - Sartidia angolensis
  - Sartidia dewinteri
  - Sartidia jucunda
  - Sartidia perrieri
  - Sartidia vanderystii
- Stipagrostis
  - Stipagrostis acutiflora
  - Stipagrostis anomala
  - Stipagrostis brevifolia
  - Stipagrostis ciliata
    - variété Stipagrostis ciliata var. capensis

  - Stipagrostis damarensis
  - Stipagrostis dhofariensis
  - Stipagrostis dinteri
  - Stipagrostis drarii
  - Stipagrostis geminifolia
  - Stipagrostis grandiglumis
  - Stipagrostis hirtigluma
    - sous-espèce Stipagrostis hirtigluma subsp. hirtigluma
    - sous-espèce Stipagrostis hirtigluma subsp. patula
    - sous-espèce Stipagrostis hirtigluma subsp. pearsonii

  - Stipagrostis hochstetterana
    - variété Stipagrostis hochstetterana var. hochstetterana
    - variété Stipagrostis hochstetterana var. secalina

  - Stipagrostis namaquensis
  - Stipagrostis obtusa
  - Stipagrostis pennata
  - Stipagrostis plumosa
    - sous-espèce Stipagrostis plumosa subsp. szovitsiana

  - Stipagrostis raddiana
  - Stipagrostis sabulicola
  - Stipagrostis schaeferi
  - Stipagrostis subacaulis
  - Stipagrostis uniplumis
    - variété Stipagrostis uniplumis var. uniplumis

  - Stipagrostis xylosa
  - Stipagrostis zeyheri
    - sous-espèce Stipagrostis zeyheri subsp. macropus
    - sous-espèce Stipagrostis zeyheri subsp. zeyheri